# Konrad Bloch
Konrad Emil Bloch (Neisse, 21 de janeiro de 1912 — Lexington, Massachusetts, 15 de outubro de 2000) foi um bioquímico alemão. Foi agraciado com o Nobel de Fisiologia ou Medicina de 1964.

## Vida

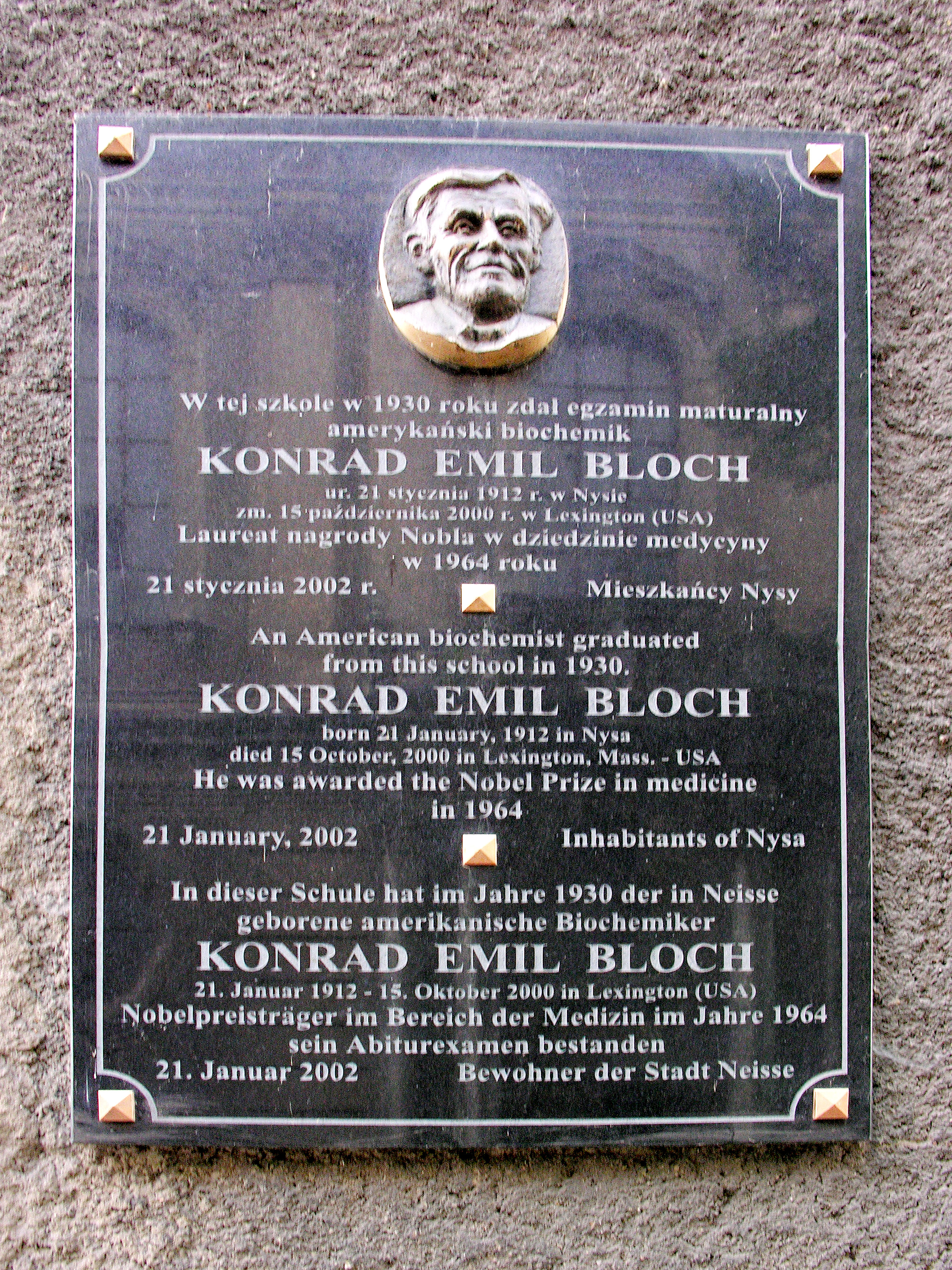
Placa de homenagem a Konrad Bloch na sua terra natal (em polonês, inglês e alemão).

Konrad Bloch veio de uma família judia; seus pais eram Fritz Bloch e Henna, nascida Striemer. A partir de 1930 estudou química na Universidade Técnica de Munique, onde logo se voltou para a química orgânica. Depois de se formar, ele teve que deixar a Alemanha em 1934 devido à perseguição nazista e encontrou trabalho no Instituto Suíço de Pesquisa para o Clima de Alta Montanha e Tuberculose em Davos. Em 1936 emigrou para os Estados Unidos. Ele recebeu seu Ph.D. da Universidade de Columbia sob Hans T. Clarke no Colégio de Médicos e Cirurgiões Após o doutorado em 1938, trabalhou como professor pesquisador até 1946. Posteriormente, foi nomeado professor de bioquímica na Universidade de Chicago. De 1954 a 1982 foi o primeiro titular de uma cadeira de bioquímica na Universidade de Harvard, em Cambridge. Foi eleito para a Academia Americana de Artes e Ciências em 1955, para a Academia Nacional de Ciências em 1956 e para a Sociedade Filosófica Americana em 1966. Desde 1976 é membro correspondente da Academia de Ciências e Humanidades da Baviera.
Em 1964, juntamente com Feodor Lynen, do Instituto Max Planck de Bioquímica, recebeu o Prêmio Nobel de Fisiologia ou Medicina em partes iguais. Em seu trabalho sobre a regulação do metabolismo do colesterol e dos ácidos graxos, Bloch conseguiu identificar o processo pelo qual os ácidos graxos são convertidos em colesterol no corpo humano. A pesquisa dos dois cientistas, que conduziram suas pesquisas independentemente um do outro, estabeleceu uma base significativa para terapias para doenças cardiovasculares e medicamentos para reduzir o colesterol.